# Medalha "Por Distinção em Serviço" (MChS)
A Medalha "Por Distinção em Serviço" (em russo: Медаль «За отличие в службе»; tr. Medal' "Za otlichie v sluzhbe") é uma medalha departamental do Ministério de Situações de Emergência da Rússia (MChS), criada pela ordem nº 290 do Ministro para Situações de Emergência da Federação Russa em 6 de abril de 2005.

## Estatuto
De acordo com o estatuto, a Medalha "Por Distinção em Serviço" é concedida a membros do pessoal subalterno e do comando do Serviço Estatal de Combate a Incêndios do Ministério de Situações de Emergência da Rússia (MChS), que tenham boa conduta no serviço e o tempo de serviço necessário em contagem de calendário.
A medalha possui três classes:
- 1ª classe — para a premiação de funcionários do MChS da Rússia com pelo menos 20 anos de serviço;
- 2ª classe — para a premiação de funcionários do MChS da Rússia com pelo menos 15 anos de serviço;
- 3ª classe — para a premiação de funcionários do MChS da Rússia com pelo menos 10 anos de serviço.

A classe mais alta da medalha é a 1ª classe. A concessão da medalha é feita de forma sequencial, do grau mais baixo para o mais alto. Não é permitido receber uma medalha de grau superior sem antes ter sido agraciado com a medalha do grau anterior.

## Descrição
A Medalha "Por Distinção em Serviço" do MChS da Rússia tem formato circular, com 32 mm de diâmetro e bordas em relevo, sendo prateada (1ª classe), dourada (2ª classe) ou bronzeada (3ª classe).
No anverso, há a inscrição "POR DISTINÇÃO EM SERVIÇO" (em russo: "ЗА ОТЛИЧИЕ В СЛУЖБЕ"; "ZA OTLICHIE V SLUZHBE") em três linhas, cercada por ramos de oliveira. Acima está o emblema do MChS e, abaixo, um capacete de bombeiro cruzado com dois machadinhos, sob o qual aparece um número romano (I, II ou III) indicando a classe.
No reverso, há a inscrição "MChS DA RÚSSIA" (em russo: "МЧС РОССИИ"; MChS ROSSII) cercada por dois ramos de louro na parte inferior.
Todos os elementos são em relevo. A medalha é presa a uma base pentagonal coberta por fita azul de 24 mm de largura, com listras laranja (uma listra para a 1ª classe, duas para a 2ª e três para a 3ª). A fixação é feita por um alfinete na roupa.